# 243 I Dattilo

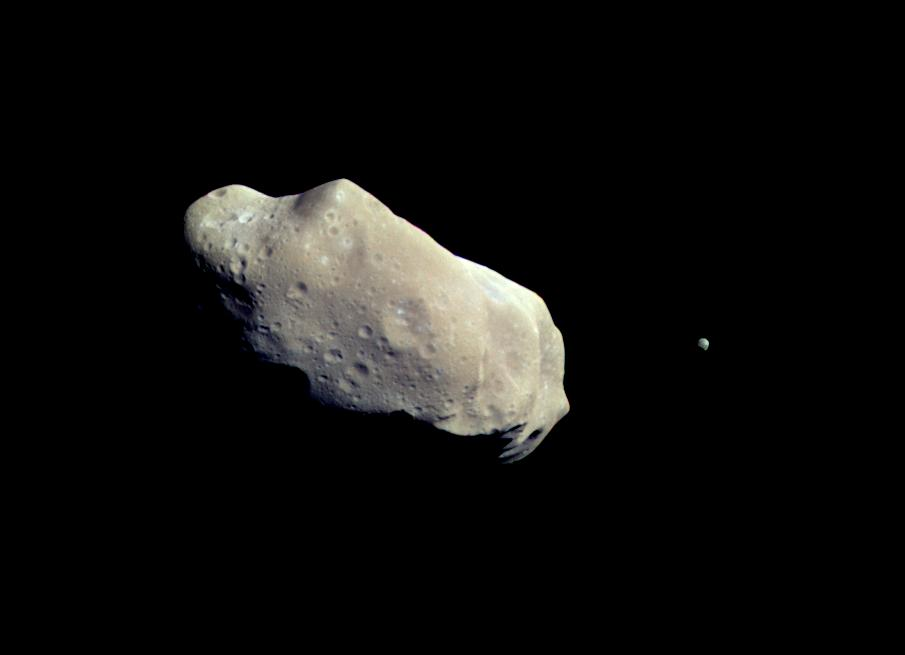
Ida e Dattilo

Dattilo (243 I Dactyl) è il satellite naturale dell'asteroide Ida, un corpo celeste situato nella fascia principale degli asteroidi con cui forma un sistema binario.
Ha un diametro di soli 1,4 km ed è stato il primo satellite asteroidale scoperto. La sua scoperta pose fine al dibattito sull'esistenza dei satelliti asteroidali.
La denominazione assegnatagli deriva dai Dattili, creature mitologiche che per i greci antichi abitavano il Monte Ida.

## Scoperta
L'immagine di Dattilo fu catturata casualmente da parte della sonda Galileo il 28 agosto 1993, 4 minuti prima che avvenisse l'approccio con Ida ad una distanza di 3 900 km. La sua scoperta avvenne però il 17 febbraio 1994 durante il successivo esame delle foto inviate dalla sonda spaziale.
Fu inizialmente designato S/1993 (243) 1.

## Parametri orbitali
Dattilo orbita intorno a Ida con un periodo di 1,54 giorno a una distanza media di 108 km, con un'inclinazione orbitale di 9° rispetto al piano equatoriale di Ida.

## Caratteristiche fisiche
Le dimensioni dell'asteroide risultano di 1,2 x 1,4 x 1,6 km; il cratere presso il terminatore è di 300 m; più di una dozzina di altre formazioni d'impatto hanno dimensioni attorno agli 80 m e ciascuno degli elementi visibile nell'immagine misura circa 30 m.
Il tutto indica che questo satellite asteroidale ha sofferto di numerose collisioni da parte di piccoli rottami del Sistema solare durante tutta la sua storia.

## Origini
Le origini di Dattilo non sono ancora chiarite. Ci sono due ipotesi principali. Secondo la prima ipotesi Dattilo e Ida si sono formati contemporaneamente; nella seconda ipotesi Dattilo fu espulso dal corpo progenitore in seguito a un impatto successivo.